# Grand Prix du Nervion
Le Grand Prix du Nervión est une compétition annuelle d'aviron, concrètement de trainières, qui a lieu dans la baie de Bilbao. Ces régates ont reçu divers noms tout au long de son histoire.

## Histoire
La première régate de trainières à Bilbao a eu lieu en 1887 à l'occasion de la visite de la reine María Cristina, avec la participation des trainières de Bermeo, Ondarroa, Santurtzi et de Ciérvana, dont le vainqueur sera une des trainières d'Ondarroa.
Durant les années suivantes les régates ont été organisées, même si ce sera de façon intermittente, avec le nom de régates de la baie. C'est en 1966 que l'on organisera de nouveau, cette fois sous le nom de Grand Prix du Nervión, qui deviendra par la suite le Drapeau du Nervion.

## Palmarès du Grand prix du Nervion
| Année | Champion         | Second           | Troisième           |
| ----- | ---------------- | ---------------- | ------------------- |
| 1966  | Pedreña          | Hondarribia      | San Juan            |
| 1967  | Hondarribia      | Orio             | Astillero           |
| 1968  | Hondarribia      | Lasarte Michelin | Pedreña             |
| 1969  | Lasarte Michelin | San Juan         | Hondarribia         |
| 1970  | Orio             | Astillero        | Lasarte Michelin    |
| 1971  | Astillero        | Orio             | Lasarte Michelin    |
| 1972  | Astillero        | Getaria          | Orio                |
| 1973  | Orio             | Lasarte Michelin | Hondarribia         |
| 1974  | Orio             | Lasarte Michelin | Astillero           |
| 1975  | Lasarte Michelin | Castro-Urdiales  | Orio                |
| 1976  | Santurtzi        | Orio             | Lasarte Michelin    |
| 1977  | Santurtzi        | Orio             | Kaiku               |
| 1978  | Kaiku            | San Juan         | Santurtzi           |
| 1979  | Santurtzi        | Kaiku            | Orio                |
| 1980  | Kaiku            | Hondarribia      | Santurtzi           |
| 1981  | Kaiku            | Zumaia           | Algorta             |
| 1982  | Kaiku            | Santurtzi        | Algorta             |
| 1983  | Zumaia           | Santurtzi        | Kaiku               |
| 1984  | Zumaia           | Orio             | Algorta             |
| 1985  | San Juan         | Kaiku            | Zumaia              |
| 1986  | Zumaia           | San Juan         | Kaiku               |
| 1987  | San Pedro        | Zumaia           | San Juan            |
| 1988  | San Juan         | San Pedro        | Santurtzi           |
| 1989  | San Pedro        | San Juan         | Santurtzi           |
| 1990  | San Pedro        | San Juan         | Zierbena            |
| 1991  | San Pedro        | Orio             | Zierbena            |
| 1992  | Donibaneko       | Arraun Lagunak   | Santurtzi           |
| 1993  | San Pedro        | Donibaneko       | Ciudad de Santander |
| 1994  | San Pedro        | Donibaneko       | Orio                |
| 1995  | Orio             | Donibaneko       | San Pedro           |
| 1996  | Orio             | San Pedro        | Hondarribia         |
| 1997  | --               | --               | --                  |
| 1998  | Orio             | --               | --                  |
| 1999  | Orio             | --               | --                  |
| 2000  | Orio             | --               | --                  |
| 2001  | Orio             | --               | --                  |
| 2002  | Orio             | Urdaibai         | San Juan            |
| 2003  | Astillero        | Orio             | Castro-Urdiales     |
| 2004  | Arkote           | Santurtzi        | Ondarroa            |
| 2005  | Santurtzi        | Zierbena         | Ondarroa            |